# Księżna i Błotny Lis
Księżna i Błotny Lis (ang. The Duchess and the Dirtwater Fox) – amerykański film komediowy z gatunku western z 1976 roku w reżyserii Melvina Franka. Wyprodukowana przez 20th Century Fox.
Premiera filmu miała miejsce 1 kwietnia 1976 roku w Stanach Zjednoczonych.

## Opis fabuły
Oszust karciany Charlie „Błotny Lis” Malloy (George Segal) i tancerka, a zarazem panienka lekkich obyczajów Amanda Quaid (Goldie Hawn) wspólnie odbywają pełną przygód podróż z San Francisco do Salt Lake City.

## Obsada
- George Segal jako Charlie „Błotny Lis” Malloy
- Goldie Hawn jako Amanda „Księżna” Quaid
- Conrad Janis jako Gladstone
- Thayer David jako Josiah Widdicombe
- Jennifer Lee jako Trollop
- Sid Gould jako Rabbi
- Pat Ast jako śpiewaczka
- E. J. André jako poszukiwacz
- Richard Farnsworth jako woźnica dyliżansu
- Clifford Turknett jako pan Weatherly

i inni

## Nagrody
- 1976: Goldie Hawn - nominacja – Złoty Glob dla najlepszej aktorki w filmie komediowym lub musicalu za rolę Amandy Quaid